# Sono diversa... mi chiamo Big Zapper
Sono diversa... mi chiamo Big Zapper (Big Zapper) è un film del 1973 diretto da Lindsay Shonteff.

## Trama
I figli del miliardario Horn, Pandy e Senty, sono stati rapiti e uccisi da Kono e la sua banda di criminali. 
Harriet Zapper, detective privata esperta in karate, indaga. 
I malviventi tentano di eliminarla, ma un sicario incaricato dell'omicidio viene sbaragliato dalla poliziotta. Intanto Kono fa rapire il miliardario per attirare in trappola Harriet, con l'intento di eliminarla. Ma la poliziotta, per la quale è stata organizzata una vera fucilazione con una micidiale mitragliatrice, si impossessa dell'arma e stronca l'intera banda.